# Tail Dragger

Tail Dragger 2008

Tail Dragger (* 30. September 1940 in Altheimer, Jefferson County, Arkansas als James Yancey Jones; † 4. September 2023) war ein US-amerikanischer Bluessänger.

## Leben
Wie so viele andere Größen Chicagos wurde er im Süden der USA geboren, wo er bei seinen Großeltern aufwuchs. Obwohl er den Blues des Südens schätzte, blieb der Chicago Blues sein großes Interesse. Wenn man ihn hört, erkennt man den Einfluss, den Howlin’ Wolf auf ihn ausgeübt hat.
1966 übersiedelte er nach Chicago, arbeitete aber zuerst als Mechaniker. Sein Durchbruch als Musiker kam, als er gemeinsam mit seinem Idol Howlin’ Wolf auftreten durfte. Wolf verpasste ihm auch seinen Künstlernamen Tail Dragger („to drag one's tail (over something)“ heißt so viel wie „bei etwas herumtrödeln“, „etwas verzögern“), da er oft zu spät zu Auftritten kam. Zuvor war er als „Crawlin' James“ bekannt, da er bei seinen Auftritten oft am Boden lag. Die Zusammenarbeit ermöglichte Tail Dragger den Aufbau einer Reputation unter Chicagos Blueskünstlern. Sichtbar wurde dies, als er am Beginn der 1970er-Jahre in eigenen Bands sang, zu deren Mitglieder z. B. Willie Kent, Hubert Sumlin, Carey Bell, Mack Simmons, Big Leon Brooks und Eddie Shaw zählten.
1993 erschoss er bei einem Streit, bei dem es angeblich um Gagen ging, seinen Musikerkollegen Bennie Joe Houston („Boston Blackie“). Jones behauptete, er hätte in Notwehr gehandelt, aber er wurde wegen fahrlässiger Tötung zu 17 Monaten Haft verurteilt.
Obwohl er seit seinem Eintreffen in Chicago ein Fixpunkt der Clubszene war und er verschiedene Singles veröffentlicht hatte, nahm er erst 1996 sein erstes Album, Crawlin' Kingsnake St. George, auf.  American People, sein zweites Album wurde 1999 von Delmark veröffentlicht. Delmark veröffentlichte auch 2005 eine DVD, My Head Is Bald: Live at Vern's Friendly Lounge, 2009 wurde Live at Rooster's Lounge als DVD und Audio-CD veröffentlicht, die DVD erhielt den Living Blues Award 2010 als beste DVD des Jahres.
Er verstarb am 4. September 2023.

## Diskographie

### Alben
- 1996 Crawlin Kingsnake
- 1999 American People
- 2005 My Head Is Bald: Live at Vern's Friendly Lounge DVD Living Blues Award 2006 Best Blues-DVD
- 2009 Live at Rooster's Lounge DVD und CD Living Blues Award 2010 Best Blues-DVD[6]

- 2012 Longtime Friends in the Blues, Tail Dragger und Bob Corritore
- 2013 Stop Lyin

### Gastauftritte
- Mojo Blues Band: The Wild Taste of Chicago (1988)
- Mojo Blues Band: Blues  Roll On ! (1994)
- Mojo Blues Band: A Chicago Blues Night Live feat. Taildragger (1998)[7]
- Peter Struijk: Human Ways feat. Tail Dragger (2009) Blueshine Records